# Platyseiella eliahui
Platyseiella eliahui är en spindeldjursart som beskrevs av Edward A. Ueckermann 1992. Platyseiella eliahui ingår i släktet Platyseiella och familjen Phytoseiidae. Inga underarter finns listade i Catalogue of Life.